# Тодорокіт

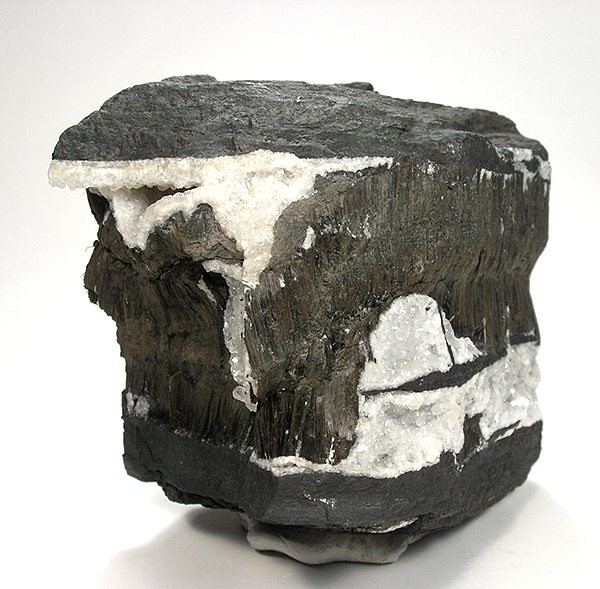
Тодорокіт

Тодорокіт (рос. тодорокит; англ. todorokite; нім. Todorokit m) — поширений мінерал манґанових родовищ, водний оксид лужних земель. Назва — від родов. Тодорокі (T.Yoshimura, 1934). Синоніми: делатореїт.

## Опис
Хімічна формула:
- 1. За Є. Лазаренком: Ca, Mn2+Mn54+O12•3H2O.
- 2. За Г.Штрюбелем та З. Х. Ціммером: Ca(Mn2+,Mn4+)8O16•4H2O.
- 3. За «Fleischer's Glossary» (2004): (Mn, Ca, Mg)Mn3O7•(H2O).

Склад (у % з родов. Тодорокі, Японія): MnO — 65,89; СаО — 3,28; K2O — 0,54; MgO — 1,01; H2O — 11,28; O — 12,07. Домішки: BaO; Al2O3; Fe2O3; SiO2; B2O5; SO3; TiO2; CO2.
Сингонія ромбічна або моноклінна. Утворює землисті, губчасті, смугасті й нирковидні аґреґати дрібних кристалів. Густина 3,67. Тв. 1,5-2,5. Колір чорний. Риса темно-коричнева. Блиск металічний, графітоподібний. М'який. Непрозорий.

## Розповсюдження
Зустрічається разом з родохрозитом і опалом у родовищі Тодорокі (Японія, о.Хоккайдо), на Кубі (копальня Монтенеґро), в Кизилкумі, в шт. Монтана (США), Марокко, Гюттенберґ (Каринтія, Австрія) і т. д.